# 쌍용 DA트럭
쌍용 DA트럭(구 동아 DA트럭)은 동아자동차에서 생산하다가 1986년 쌍용이 동아자동차를 인수하면서 1988년 쌍용 DA트럭이 되었으며, 모델로는 DA10, DA20, DA30, DA50 등이 있었다.
1977년부터 동아자동차는 닛산와 기술 제휴를 하여 닛산 디젤 C시리즈를 들여와 생산했으며, 초기에는 DA10만 생산했다. 현대 90A, 기아 KM시리즈와 경쟁했으며, 10기통과 8기통 엔진을 장착했다. 1981년에는 닛산 디젤의 특장 모델을 바탕으로 만든 DA20모델도 추가했으며, 소방차, 살수차, 카고, 트랙터 등이 있었으며, 소방차의 경우 DA10이 대부분이었다. 영화 <2424>에서 박태호(전광렬)가 훔처서 도망가는 소방차가 DA10이다. 1987년까지 DA10, 1986년까지 DA20 모델이 생산되었으며, 그 후 대체 모델로 닛산 디젤 레조나의 설계를 바탕으로 개발한 DA30을 생산하다 1987년에는 기존의 DA30에서 소폭 개량한 DA50을 생산하였으며, 이전 모델처럼 소방차와 레미콘 등 주로 특장차로 생산되었다. 1993년에 쌍용 SY트럭이 나오면서 병행 생산하다가 1994년까지 생산하였다.

## 연혁별 차량 라인업 DA10/DA20

### DA10
- 동아 8톤 덤프트럭 (동아자동차, 1977년)
- 동아 10.5톤 덤프트럭 (동아자동차, 1977년)
- 동아 10.5톤 덤프트럭 (동아자동차, 1977년)
- 동아 믹서트럭 (동아자동차, 1977년)
- 동아 8톤 카고트럭 (동아자동차, 1977년)
- 동아 11톤카고트럭 (동아자동차, 1977년)
- 동아 10.5톤 덤프트럭 (동아자동차, 1977년)
- 동아 10.5톤 덤프트럭 (동아자동차, 1977년)
- 동아 믹서트럭 (동아자동차, 1977년)
- 동아 믹서트럭 (동아자동차, 1977년)
- 동아 8톤 카고트럭 (동아자동차, 1977년)
- 동아 11톤카고트럭 (동아자동차, 1977년)
- 동아 콘크리트펌프트럭 (동아자동차, 1977년)
- 동아 콘크리트펌프트럭 (동아자동차, 1977년)
- 동아 콘크리트펌프트럭 (동아자동차, 1977년)
- 동아 11톤카고트럭 (동아자동차, 1984년)
- 동아 진개덤프 (동아자동차, 1978년)
- 동아 쓰레기트럭 (동아자동차, 1978년)
- 동아 살수차 (동아자동차, 1978년)
- 동아 분뇨차 (동아자동차, 1978년)
- 동아 트랙터 (동아자동차, 1978년)
- 동아 트레일러트럭 (동아자동차, 1979년)
- 동아 11톤카고트럭 (동아자동차, 1980년)
- 동아 11톤카고트럭 (동아자동차, 1980년)
- 동아 18톤카고트럭 (동아자동차, 1980년)
- 동아 18톤카고트럭 (동아자동차, 1980년)
- 동아 9.5톤카고트럭 (동아자동차, 1982년)
- 동아 15톤 덤프트럭 (동아자동차, 1980년)
- 동아 15톤 덤프트럭 (동아자동차, 1980년)
- 동아 15톤 덤프트럭 (동아자동차, 1980년)
- 동아 15톤 덤프트럭 (동아자동차, 1980년)
- 동아 15톤 진개덤프트럭 (동아자동차, 1980년)

### DA20
- 동아 8톤 덤프트럭 (동아자동차, 1984년)
- 동아 10.5톤 덤프트럭 (동아자동차, 1984년)
- 동아 10.5톤 덤프트럭 (동아자동차, 1984년)
- 동아 믹서트럭 (동아자동차, 1984년)
- 동아 8톤 카고트럭 (동아자동차, 1984년)
- 동아 11톤카고트럭 (동아자동차, 1984년)
- 동아 10.5톤 덤프트럭 (동아자동차, 1984년)
- 동아 10.5톤 덤프트럭 (동아자동차, 1984년)
- 동아 믹서트럭 (동아자동차, 1984년)
- 동아 믹서트럭 (동아자동차, 1984년)
- 동아 8톤 카고트럭 (동아자동차, 1984년)
- 동아 8톤 카고트럭 (동아자동차, 1984년)
- 동아 11톤카고트럭 (동아자동차, 1984년)
- 동아 11톤카고트럭 (동아자동차, 1984년)
- 동아 11톤카고트럭 (동아자동차, 1984년)
- 동아 11톤카고트럭 (동아자동차, 1984년)
- 동아 콘크리트펌프트럭 (동아자동차, 1984년)
- 동아 콘크리트펌프트럭 (동아자동차, 1984년)
- 동아 콘크리트펌프트럭 (동아자동차, 1984년)
- 동아 11톤카고트럭 (동아자동차, 1984년)
- 동아 11톤카고트럭 (동아자동차, 1984년)
- 동아 11톤카고트럭 (동아자동차, 1984년)
- 동아 18톤카고트럭 (동아자동차, 1984년)
- 동아 18톤카고트럭 (동아자동차, 1984년)
- 동아 9.5톤카고트럭 (동아자동차, 1984년)
- 동아 9.5톤카고트럭 (동아자동차, 1984년)
- 동아 9.5톤카고트럭 (동아자동차, 1984년)
- 동아 15톤 덤프트럭 (동아자동차, 1984년)
- 동아 15톤 덤프트럭 (동아자동차, 1984년)
- 동아 15톤 덤프트럭 (동아자동차, 1984년)
- 동아 15톤 덤프트럭 (동아자동차, 1984년)
- 동아 15톤 진개덤프트럭 (동아자동차, 1978년)
- 동아 진개덤프 (동아자동차, 1984년)
- 동아 쓰레기트럭 (동아자동차, 1984년)
- 동아 살수차 (동아자동차, 1984년)
- 동아 분뇨차 (동아자동차, 1984년)
- 동아 트랙터 (동아자동차, 1984년)
- 동아 트레일러트럭 (동아자동차, 1984년)

## 사용된 변속기
- 6단 수동변속기
- 10단 수동변속기
- 16단 수동변속기